# Bairdiella armata
Bairdiella armata är en fiskart som beskrevs av Gill, 1863. Bairdiella armata ingår i släktet Bairdiella och familjen havsgösfiskar. IUCN kategoriserar arten globalt som livskraftig. Inga underarter finns listade.